# Arlindo Porto
Arlindo Porto Neto GOMM (Patos de Minas, 27 de março de 1945) é um administrador, contabilista, empresário e político brasileiro.

## Biografia
Formou-se em Administração de empresas pela Universidade Federal de Uberlândia. Foi inicialmente filiado ao PSD, em seguida ao PMDB, e por último ao PTB.
Foi prefeito de Patos de Minas, vice-governador de Minas Gerais e senador na legislatura de 1995 a 2003. Foi ministro da Agricultura e Abastecimento, entre 8 de maio de 1996 a 4 de abril de 1998, no governo de Fernando Henrique Cardoso.
Em 1997, como ministro da Agricultura, Porto foi admitido pelo presidente Fernando Henrique Cardoso à Ordem do Mérito Militar no grau de Grande-Oficial especial.